# Eurithia globiventris
Eurithia globiventris là một loài ruồi trong họ Tachinidae.